# Liphistius albipes
Liphistius albipes is een spinnensoort uit de familie Liphistiidae. De soort komt voor in Thailand.